# Dipogon lignosus
Pour le genre d'insectes, voir Dipogon (insecte).
Genre
Espèce
Dipogon lignosus est une espèce de plantes à fleurs dicotylédones de la famille des Fabaceae, sous-famille des Faboideae. C'est une plante herbacée originaire d'Afrique australe. C'est l'unique espèce acceptée du genre Dipogon (genre monotypique).

## Description
C'est une plante herbacée, mais aux tiges lignifiées à la base, grimpantes, vivaces dans les climats chauds, pouvant atteindre deux mètres de haut, aux feuilles trifoliées. Les fleurs, papilionacées, de couleur rose, magenta, mauve ou pourpre, sont groupées en racèmes denses portés par un long pédoncule.

## Synonymes
- Dolichos capensis Thunb.[4]
- Dolichos capensis sensu auct.[2]
- Dolichos gibbosus Thunb.[2] [4]
- Dolichos lignosus L.[2] [5] [4]
- Verdcourtia lignosa (L.) R. Wilczek[4]
- Verdcourtia lignosa (L.) Wilczek[2]